# Поліцейські та злодії (фільм, 1951)
«Поліцейські та злодії» (італ. Guardie e ladri) — італійська драматична кінокомедія 1951 року режисерів Маріо Монічеллі та Стено.

## Ролі виконують
- Тото — Фердінандо Еспозіто
- Альдо Фабріці — Лоренцо Боттоні
- Піна Пйовані — Доната Еспозіто
- Ернесто Альміранте — Карло Еспозіто
- Россана Подеста — Ліліана Боттоні